# نيكولا كراوس
نيكولا كراوس (بالإنجليزية: Nicola Kraus)‏ (17 أغسطس 1974، نيويورك في الولايات المتحدة)؛ روائية أمريكية. درست في جامعة نيويورك.